# کلرزوکسازون
کلرزوکسازون (انگلیسی: Chlorzoxazone) دارویی است که از موارد استعمال آن آرتریت روماتوئید، استئو آرتریت، اسپاسم عضلانی می‌باشد.

## ملاحظات
مصرف این دارو در دوران بارداری ممنوع است.